# Casco (hrabstwo Cumberland)
Casco – jednostka osadnicza w Stanach Zjednoczonych, w stanie Maine, w hrabstwie Cumberland.